# John T. Brush

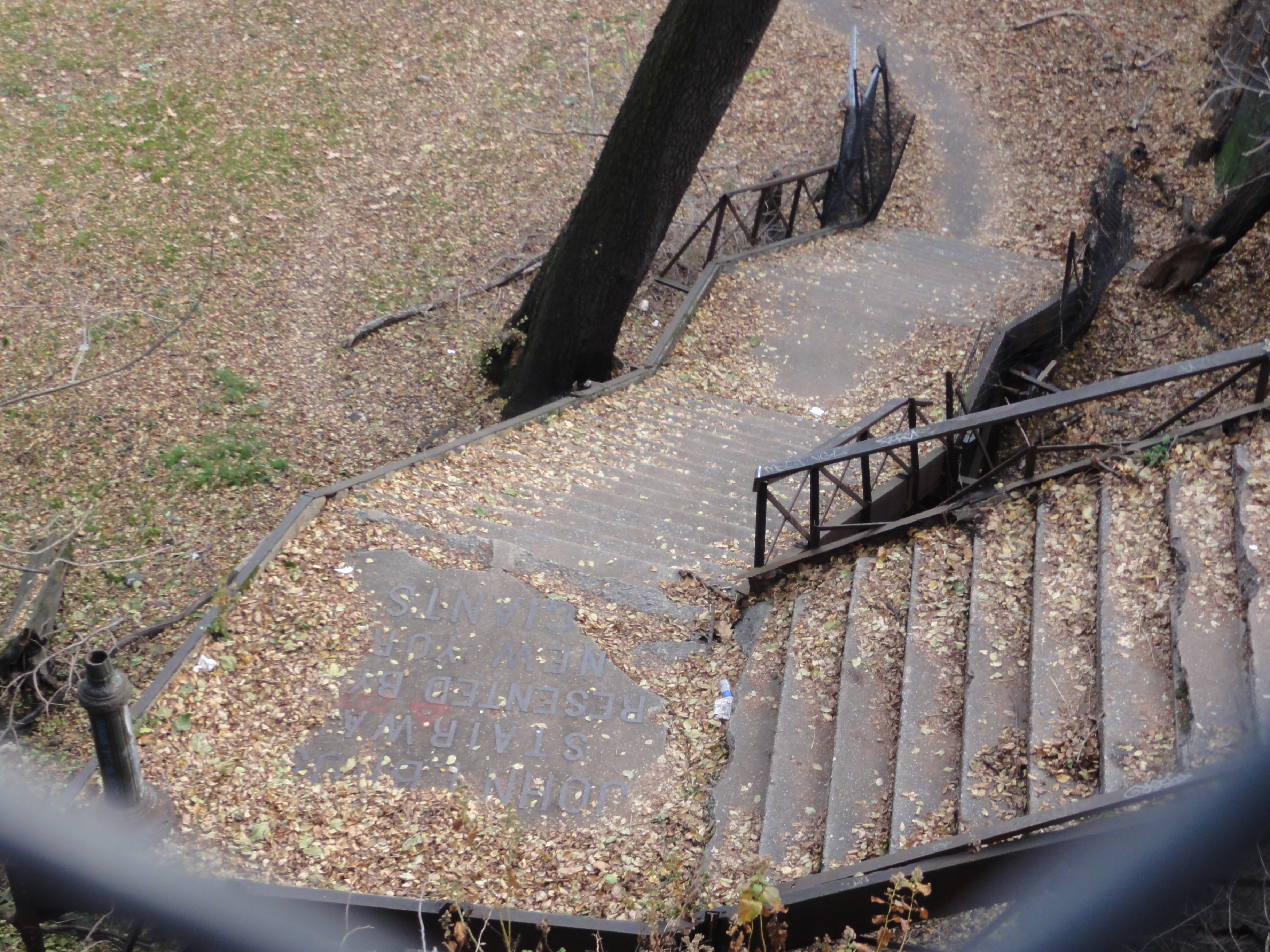
Escalera de John T. Brush

John Tomlinson Brush (15 de junio de 1845 - 26 de noviembre de 1912) fue un empresario de deportes norteamericano. Propietario de los New York Giants de las Grandes Ligas de Béisbol desde 1890 hasta su muerte. Fue uno de los once ejecutivos del béisbol de las mayores incluidos en el Salón de la Fama en 1946. Había sido dueño también de los Indianapolis Hoosiers, equipo que jugó en la Asociación Americana en 1884 y en la Liga Nacional entre 1887 y 1889, y de los Cincinnati Reds desde 1891 hasta 1902.
Nacido en New York, fue criado desde los 4 años por su abuelo a la muerte de sus padres. En 1863 participó en la Guerra de Secesión en la Primera Compañía de Artillería de New York. Después de la guerra se dedicó al negocio de la ropa, estableciendo sucursales en Troy, Albany y New York. En 1875 se mudó a Indianápolis donde montó una tienda por departamentos y se vio envuelto en el patrocinio de equipos de béisbol. En 1882 construyó un estadio de béisbol el cual renovó en 1884 cuando inscribió a su equipo, los Indiana Hoosiers en la Asociación Americana. En 1886 compró la franquicia de los St. Louis Maroons equipo que estaba en quiebra y llevó a los Hoosiers a la Liga Nacional. Ante la salida de los Hoosiers de la liga, Brush fue compensado con US$ 67.000, una participación de la franquicia de los Giants y la promesa de la primera opción para la adquisición de un nuevo equipo a la primera oportunidad que se presentase, la cual llegó en 1890 cuando adquirió a los Reds. Durante esa época mantuvo diferencias con el cronista deportivo Ban Johnson a quién finalmente ayudó a convertirse en presidente de la Liga del Oeste para tratar de evitar la influencia del cronista, lo cual finalmente llevó a Johnson a convertirse en el primer presidente de la nueva Liga Americana cuando la Liga del Oeste se convirtió en una liga mayor.
Desde el nacimiento de la Liga Americana, Brush como miembro del comité ejecutivo de la Liga Nacional, fue un fuerte opositor a la misma (y de nuevo a Johnson). Influyó en la adquisición de dos valiosos managers del equipo de Baltimore de la Liga Americana, John McGraw y Joe Kelley, ofreciéndoles la dirección de sus equipos de New York y Cincinnati respectivamente y forzando al mismo a mudarse a New York y a convertirse, eventualmente, en los New York Yankees. En 1902 tomó el control mayoritario de los New York Giants y vendió los Cincinnati Reds a August Herrmann por US$ 180.000. Cuando los Giants ganaron la Liga Nacional en 1904, Brush rehusó enfrentar a su equipo contra los Boston Red Sox campeones de la pasada Serie Mundial y la Liga Americana debido a su animosidad contra Johnson. Un acuerdo permanente se logró para las series mundiales desde 1905 y ese año los New York Giants ganaron su primera Serie Mundial.
La salud de Brush comenzó a deteriorarse luego de la adquisición mayoritaria de los Giants debido al padecimiento de ataxia locomotora y reumatismo. En 1911 los Giants ganaron nuevamente el banderín de la Liga Nacional y Brush supervisó la construcción del Polo Grounds, nuevo estadio para el equipo. Para 1912 asistió con los Giants, liderados por Christy Mathewson, a la Serie Mundial contra los Boston Red Sox de Tris Speaker. Su salud, ya muy deteriorada se resintió luego de la derrota de su equipo, por lo que había decidido recuperarse en California. Falleció durante el viaje cerca de Luisiana, Misuri. Fue enterrado Indianápolis.